# Смірнов Антон Сергійович

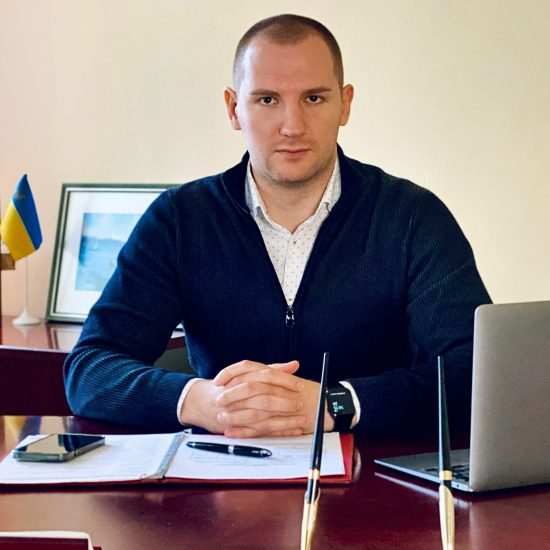
Смірнов Антон Сергійович

Смірнов Антон Сергійович (нар. 11 квітня 1991, Луганськ, Україна) — Президент Харківського інституту медицини та біомедичних наук, доцент, кандидат медичних наук за спеціальністю «Патологічна фізіологія», магістр за спеціальностями «Державне управління та адміністрування» та «Міжнародні економічні відносини», бакалавр за спеціальністю «Правознавство», секретар консультативно-дорадчого органу «Рада ректорів переміщених закладів вищої освіти» при Міністерстві освіти і науки України.

## Освіта та кар'єра
У 2008 році вступив до Державного закладу «Луганський державний медичний університет» на медичний факультет. Паралельно у 2009 році розпочав навчання на юридичному факультеті Східноукраїнського національного університету імені Володимира Даля. На початку 2012 року почав кар'єру фінансового директора консалтингової компанії в сфері міжнародної освіти. У 2013 році здобув ступінь бакалавра за спеціальністю «Правознавство», а у 2014 році закінчив Державний заклад «Луганський державний медичний університет» за спеціальністю «Лікувальна справа».
Через військові події на Сході України у 2014 році залишив Луганськ і зайнявся відбудовою переміщеного до Рубіжного Луганського державного медичного університету. Працював на посаді заступника декана, опікувався проблемами міжнародного визнання, набором та навчанням іноземних студентів.
У лютому 2018 року в Харківському національному медичному університеті захистив кандидатську дисертацію за спеціальністю «Патологічна фізіологія». У квітні 2018 року став секретарем консультативно-дорадчого органу «Рада ректорів переміщених закладів вищої освіти» при Міністерстві освіти і науки України.
У 2020 році здобув ступінь магістра за спеціальностями «Публічне управління та адміністрування» і «Міжнародні економічні відносини» в Східноукраїнському національному університеті імені Володимира Даля. У 2021 році звільнився з Державного закладу «Луганський державний медичний університет» та розпочав роботу в Київському Медичному Університеті на посаді доцента.
З листопада 2021 року обіймає посаду президента Харківського інституту медицини та біомедичних наук.

## Наукова діяльність
Антон Сергійович Смірнов є автором 59 наукових публікацій та 6 патентів на корисну модель. Його наукова діяльність охоплює як дослідження в галузі патологічної фізіології, так і правознавства.

## Громадська діяльність
Антон Смірнов активно займається громадською діяльністю та розвитком спорту.